# Tibbitt to Contwoyto Winter Road

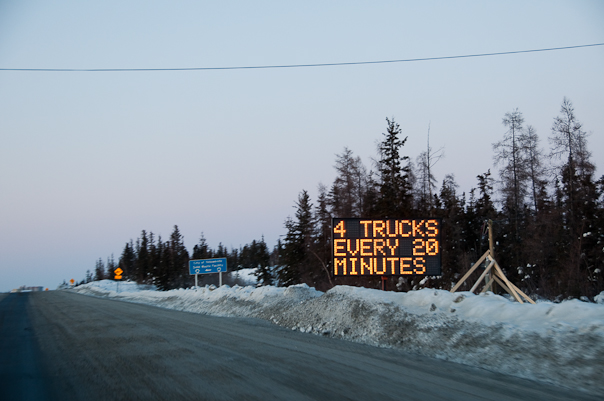
Une portion de la route

Tibbitt to Contwoyto Winter Road est une route de glace construite en 1982 pour les mines de service et les activités d'exploration dans les territoires du Nord-Ouest et le Nunavut au nord du Canada,.